# The Mirror (film 2014)
The Mirror è un film del 2014 scritto, diretto, montato e co-prodotto da Edward Boase.
La pellicola è ispirata a un articolo del 2013 incentrato su un presunto specchio infestato che ha ridotto in miseria i suoi proprietari "perseguitati da sfortuna, strane visioni e malattie".

## Trama
I coinquilini Jemma, Matt e Steve hanno deciso di acquistare uno specchio infestato su eBay nella speranza di vincere la sfida paranormale della James Randi Foundation: se riescono a dimostrare un'attività soprannaturale o paranormale che non può essere spiegata da test scientifici, si aggiudicheranno un milione di dollari. Dopo aver ricevuto lo specchio, il trio installa telecamere per registrare tutti gli eventi che avvengono intorno all'oggetto, con conseguenze fatali.

## Distribuzione
Il film ha avuto la sua prima mondiale l'8 settembre 2014 al London FrightFest Film Festival.